# Nové Kopisty
Nové Kopisty (dříve Německé Kopisty, německy Deutsch Kopist) jsou zemědělská vesnice, úředně součást města Terezín v okrese Litoměřice. Nachází se asi 2,5 kilometru západně od Terezína. Okolo vesnice vede železniční trať Praha–Děčín, na které se nachází zastávka Nové Kopisty.
Vesnice leží východně od okresní silnice, vedoucí z Keblic a ústící do státní silnice z Lovosic do Terezína; z okresní silnice odbočuje jiná, přímo do Terezína vedoucí. Z vesnice vedlo sedm obecních cest. Poli obklopená vesnice se nachází mezi dálnicí D8 (asi 3 km) a bývalou státní silnicí E55 (asi 1 km). Průměrná nadmořská výška je 149 metrů
Nové Kopisty jsou také název katastrálního území o rozloze 3,17 km².

## Historie
Nálezy archeologické svědčí o pravěkém osídlení. Poprvé se jméno vesnice připomíná v darovací listině královny Gertrudy v roce 1141, její jméno se objevuje i v náhradní donační listině krále Přemysla Otakara I. z roku 1226.
Vesnice Kopisty měla původně dvě části ležící podél klikatícího se a po povodních často se měnícího koryta řeky Ohře. Naposledy samovolně změnila Ohře své koryto po povodních v roce 1762.[zdroj⁠?!] Rozlišení místopisných názvů na České a Německé Kopisty je poprvé doloženo v roce 1575. Německé Kopisty stávaly na levém břehu asi v místech nynějšího východu z Terezína k Litoměřicím (bývalá Litoměřická brána). České Kopisty stávaly na pravém břehu Ohře blíže k řece Labi. Názvu Německé Kopisty se obci dostalo zřejmě proto, že Doksanský klášter pronajímal svůj dvůr v obci převážně německým nájemcům.
V poslední čtvrtině 18. století bylo rozhodnuto o výstavbě pevnosti Terezín, pojmenované po matce Josefa II. Marii Terezii. Stavba pevnosti začala na podzim roku 1780. Vzhledem k jejímu rozsahu bylo nutné zbourat vsi Travčice a Německé Kopisty. Německé Kopisty proto byly v únoru 1780 vykoupeny od doksanského kláštera a následujícího roku byla vesnice zbořena. Obyvatelé se museli přestěhovat na nové místo, kde pro ně byly založeny Nové Kopisty, později zvané podle původní vsi opět Německé Kopisty. Základní kámen byl položen 2. dubna 1781 a nová vesnice měla 26 domů. V roce 1884 je v obci již 63 domů a 405 obyvatel. V roce 1883 byl v obci zřízen sbor dobrovolných hasičů, v roce 1910 Dělnická tělovýchovná jednota DTJ a v roce 1921 Tělovýchovná jednota Sokol.
Při prusko-rakouské válce v roce 1866 byla obec obsazena pruským vojskem. Z terezínské pevnosti byla obec 8. června 1866 ostřelována, raněn ani usmrcen nebyl nikdo. Ve zdi domu číslo 4 byla pak zazděna dělová koule, vystřelená z Terezína proti Prusům. V průběhu první světové války bylo ze vsi odvedeno 73 mladých mužů, dvacet jich útrapám války podlehlo a tři byli prohlášeni za nezvěstné. Pomník obětem Velké války byl na místním hřbitově slavnostně odhalen až v červenci roku 1926. U příležitosti 150. výročí přesídlení vesnice byla v roce 1931 v obci slavnostně otevřena pětitřídní obecná škola.
Za druhé světové války byla ryze česká obec přímo na hranici protektorátu. Po válce se revoluční národní výbor na své schůzi dne 10. května 1945 rozhodl změnit název vsi z Německé Kopisty na Nové Kopisty. Od tohoto data je nového názvu trvale používáno, i když k úřednímu potvrzení došlo mnohem později – v roce 1947.
Dne 1. října 1952 bylo v obci založeno jednotné zemědělské družstvo, dnes působící pod názvem Agrokomplex Bohušovice. K 1. červnu 1980 došlo v rámci integrace národních výborů ke sloučení obce Nové Kopisty s městem Terezín, obec tím přišla o svou samostatnost.
V novodobé historii se jméno Nových Kopist objevuje zejména ve spojení s tragickou noční železniční nehodou dne 10. listopadu 1989 nebo s ničivými povodněmi z 16. srpna 2002 a povodněmi z 5. června 2013, kdy v obou případech nevydržely provizorní hliněné hráze mezi Terezínem, Bohušovicemi nad Ohří a Novými Kopisty a zvýšeným Labem od Litoměřic protiproudně plněná Ohře prostřednictvím svého bývalého historického koryta vesnici zatopila. Voda se zde rozlila i za násep železniční trati Praha–Děčín.

## Obyvatelstvo
|           | 1869 | 1880 | 1890 | 1900 | 1910 | 1921 | 1930 | 1950 | 1961 | 1970 | 1980 | 1991 | 2001 | 2011 |
| --------- | ---- | ---- | ---- | ---- | ---- | ---- | ---- | ---- | ---- | ---- | ---- | ---- | ---- | ---- |
| Obyvatelé | 405  | 404  | 423  | 541  | 562  | 628  | 753  | 585  | 569  | 519  | 440  | 383  | 363  | 390  |
| Domy      | 62   | 64   | 67   | 75   | 79   | 98   | 133  | 163  | 157  | 158  | 142  | 166  | 161  | 168  |

## Pamětihodnosti
Většina zástavby ve vsi pochází ze druhé poloviny 19. a první poloviny 20. století, ale i přes modernizaci většiny z nich si vesnice uchovala charakter tradičních sídel na levém břehu Labe v oblasti Litoměřicka. Z konce osmnáctého století snad mohou pocházet domy čp. 3 a 6. První z nich je postavený z opuky. Průčelí člení pouze okna se šambránami a bedněný štít uspořádaný do podoby jednoduché lomenice. K zadní části domu přiléhá patrová sýpka s pavlačí. Do dvora vede klenutá brána s brankou. Podobný charakter má také památkově chráněná usedlost u domu čp. 6.

## Osobnosti
- Ladislav Heller (1938–1970), cyklista